# Kaire Leibak
Kaire Leibak, née le 21 mai 1988 à Tartu, est une athlète estonienne spécialiste du triple saut.

## Carrière
Elle met fin à sa carrière en 2014 à l'âge de 25 ans, à la suite de blessures répétitives.

## Palmarès

### Championnats du monde junior d'athlétisme
- Championnats du monde junior d'athlétisme 2006 à Pékin, Chine
  -  Médaille d'or du triple saut

### Championnats d'Europe junior d'athlétisme
- Championnats d'Europe junior d'athlétisme 2007 à Hengelo, Pays-Bas
  -  Médaille d'or du triple saut

### Championnats du monde d'athlétisme jeunesse
- Championnats du monde d'athlétisme jeunesse 2005 à Marrakech, Maroc
  -  Médaille d'argent du triple saut

### Autre
- Championne d'Estonie du triple saut : 2007, 2008.